# Moulton, Iowa
Moulton är en ort i Appanoose County i Iowa. Vid 2010 års folkräkning hade Moulton 605 invånare.